# Toni Franz
Toni Franz (* 11. April 1983 in Leipzig) ist ein deutscher Schwimmer, der vor allem Freiwasser-Wettkämpfe bestreitet. 
Franz lebt in Leipzig, startet für den Verein SC DHfK Leipzig und wird von Eva Herbst trainiert. Neben seiner sportlichen Karriere studierte er Medizin und arbeitet jetzt als Oberarzt für Urologie am Uniklinikum Leipzig.
Bisher gewann Toni Franz 18 Medaillen bei Deutschen Meisterschaften, dabei wurde er sechs Mal Deutscher Meister und drei Mal Vize-Meister. Er nahm an den Weltmeisterschaften 2005 und 2007 in Montreal und Melbourne teil, bei denen sein bestes Resultat der siebte Platz über die 5-km-Distanz war. Bei den Europameisterschaften 2004 in Madrid erreichte Franz den fünften Platz über die 5 km.
Bei den Schwimmeuropameisterschaften 2008 in Dubrovnik (Kroatien) gewann er über die olympische 10-km-Strecke die Bronzemedaille.
Eine besondere Leistung war sein Durchschwimmen des Ärmelkanals im Jahr 2005.